# Bornholms Højskole
Bornholms Højskole, tidligere Bornholms Folkehøjskole, er en dansk folkehøjskole nær Ekkodalen ved Almindingen på Bornholm. Skolen er grundtvigiansk.
Den første højskole på øen blev grundlagt i Aakirkeby som Bornholms højere Folkeskole 1856 af Lucianus Kofod og Philip Dam. Denne skole gik ind allerede 1858. Flere etableringsforsøg fulgte 1863, 1867-68. I 1870 blev Bornholms Folkehøjskole oprettet i Østermarie, men elevtallet gik tilbage, og skolen var tynget af gæld. I 1893 blev skolen helt rekonstrueret, idet man opgav den gamle institution og opførte en ny bygning ved Ekkodalen tegnet af Mathias Bidstrup og med N.P. Jensen som forstander. I 1943 blev højskolen en selvejende institution. I 2018 har skolen markeret 125-års jubilæet ud fra rekonstruktionen i 1893.

## Forstandere
Første højskoler
- 1856-1858 Philip Rasch Dam & Lucianus Kofod (Bornholms Højere Folkeskole)
- 1867-1869 Peter Julius Bohn & Michael Kofoed (Sandvig og Østerlars)
- 1870-1876 Julius Bohn (Østermarie)
- 1876-1878 Christian Brodersen
- 1879-1885 Johan & Ludvig Bøgeskov (Østermarie)
- 1886-1892 Alfred Foverskov

Nuværende højskole (ved Ekkodalen)
- 1893-1901 Niels Peter Jensen
- 1901-1906 Fr. Chr. Krebs Lange
- 1906-1923 Andreas Hansen
- 1923-1934 Frode Aagaard
- 1934-1940 Thomas Thomsen
- 1940 Kay Kirkegaard Jensen
- 1940-1944 Peter Gamborg Nielsen
- 1944-1964 Aksel Lauridsen
- 1964-1970 Svend Aage Bülow
- 1970-1987 Kjeld Hansen
- 1988-2005 Bente Thygesen Liisberg og Karsten Thorborg[2]
- 2005-2007 Ann-Lise Hansen & Morten Hansen
- 2007 Ann-Lise Hansen[3]
- 2007-2017 Axel Lasthein-Madsen[4][5] & Lillian Hjorth-Westh[6]
- 2017-2018 Bente Larsen & Søren Voigt Juhl[7][8]
- Dec. 2018-juni 2019 ledet af bestyrelsen
- 2019-2020 Allan Gardersøe[9][10]
- 2020-2021 Nils Glahn[11]
- 2021- Solveig Thorborg[12]